# Доходный дом Я. А. Рекка
Доходный дом Я. А. Рекка — здание в Москве по адресу улица Пречистенка, дом 13, строение 1.

## История
Шестиэтажный доходный дом был построен на углу Пречистенки и Лопухинского переулка в 1910—1911 годах по проекту архитектора Густава Гельриха, заказчиком работы был банкир и предприниматель Яков Андреевич Рекк.
Угол здания был выделен полукруглым эркером, который венчала башенка с часами, барельефом и скульптурами. На момент постройки здание являлось доминантой района из двух- и трёхэтажных домов, башенка делала акцент на этом превосходстве. Фасады здания украшены неоклассическими элементами: лепниной иониками[уточнить] над оконными проёмами, маскаронами, гирляндами, скульптурами орлов. Здание было разделено на два подъезда, входы в которые располагались со стороны Пречистенки и со стороны переулка. В первом на каждом этаже было по две квартиры, одна располагалась в угловой части с эркером, вторая в боковом крыле. Во двор можно было попасть по чёрной лестнице. Во втором подъезде на каждом этаже располагалась только одна квартира.
В планировке квартир парадные комнаты, гостиные и жилые, шли вдоль внешних фасадов. Окна кухонь и помещений для прислуги выходили во двор. По современным понятиям дом был элитным: в нём имелись лифты, были проведены канализация и водопровод, установлены ванные. В 1911 году стоимость годовой аренды квартиры в доме составляла 1200 — 3000 рублей.
Управляющий дома жил в двухэтажном каменном здании во дворе, а сам владелец Рекк — в доме по Лопухинскому переулку.
До революции в квартирах № 11 и 12 на верхнем этаже проживал Александр Петрович Фаберже, родственник ювелира Карла Фаберже и юрисконсульт в семейной фирме. С приходом к власти большевиков Александр Петрович в спешке уехал из России, бросив всю свою собственность. Квартиры Фаберже были превращены в коммунальные, в них поселились художники из группы «Бубновый валет». В одной из квартир жил художник Б. А. Такке, в другой — художники Захаров, Серова, Архипова, режиссёр и преподаватель ГИТИС А. А. Муат. Последний был знакомым писателя Михаила Булгакова, который несомненно бывал в этой квартире в гостях, видел интерьеры дома и знал имя бывшего владельца. Новые обитатели квартиры Фаберже были уверены, что прошлый владелец мог оставить в ней тайники с драгоценностями. Кстати согласно некоторым легендам при перестройке дома в 1980-х годах действительно был найден тайник с серебром.
Булгаков дважды использовал дом в своих произведениях. В романе «Мастер и Маргарита» с квартиры Фаберже списана «нехорошая квартира»: люстра (на которой качался Бегемот, в реальной квартире она свисала на цепи с высоты 7,5 метров), камин с чугунной решеткой, деревянные диванчики на лестничных площадках. Бывшей владелицей квартиры у писателя стала пожилая вдова ювелира Анна Францевна Фужере. Второй раз интерьеры дома 13 на Пречистенке встречаются в «Собачьем сердце». Описание вестибюлей «Калабуховского дома», где живёт герой повести профессор Преображенский, Булгаков взял с дома Рекка: мраморные ступени парадной лестницы, швейцар, ковровая дорожка, галошная стойка и дубовая вешалка.
В 1983—1987 годах в доме появился седьмой, технический этаж. Работа была выполнена по проекту Ярославского филиала Государственного института по проектированию заводов приборостроения и средств автоматизации Гипроприбор. В результате угловая башня стала частью надстройки и фактически исчезла.

## Современность
В 2006-м году особняк выкупила частная девелоперская компания. Здание не обладало статусом объекта культурного наследия, поэтому могло быть снесено, однако новый владелец ограничился переносом несущих колон и устройством подземного паркинга. После реконструкции внутренних помещений на продажу было выставлено 18 квартир площадью от 210 м². В настоящее время здание считается одним из наиболее престижных на рынке элитной недвижимости Москвы. Известно, что в 2019-м году предприниматель Леонид Михельсон, владелец пентхауса площадью 1000 м² в особняке, через суд добился снижения кадастровой стоимости своей квартиры более чем на 110 млн рублей (от 917 до 803 млн).

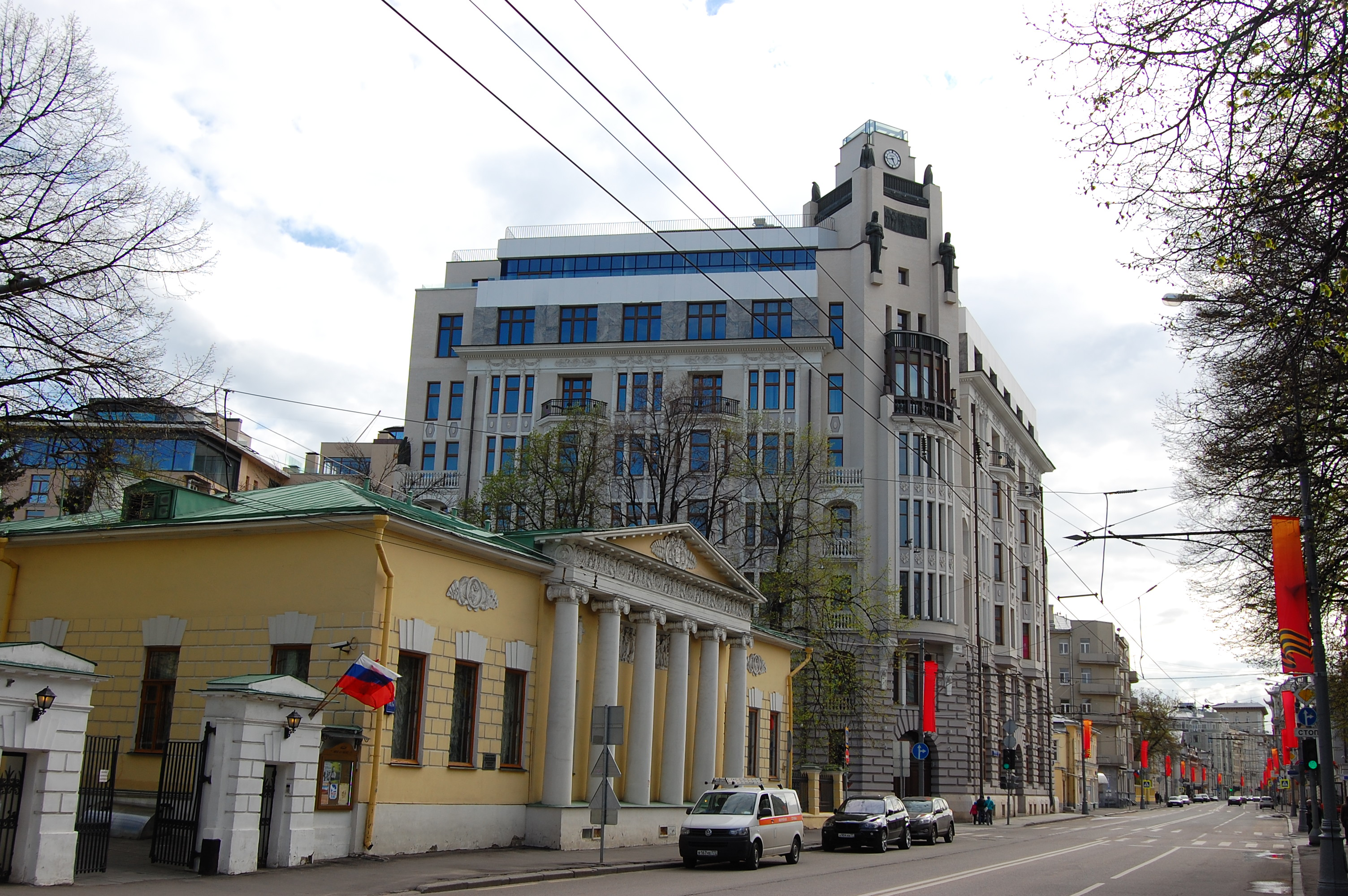
Вид на дом и улицу
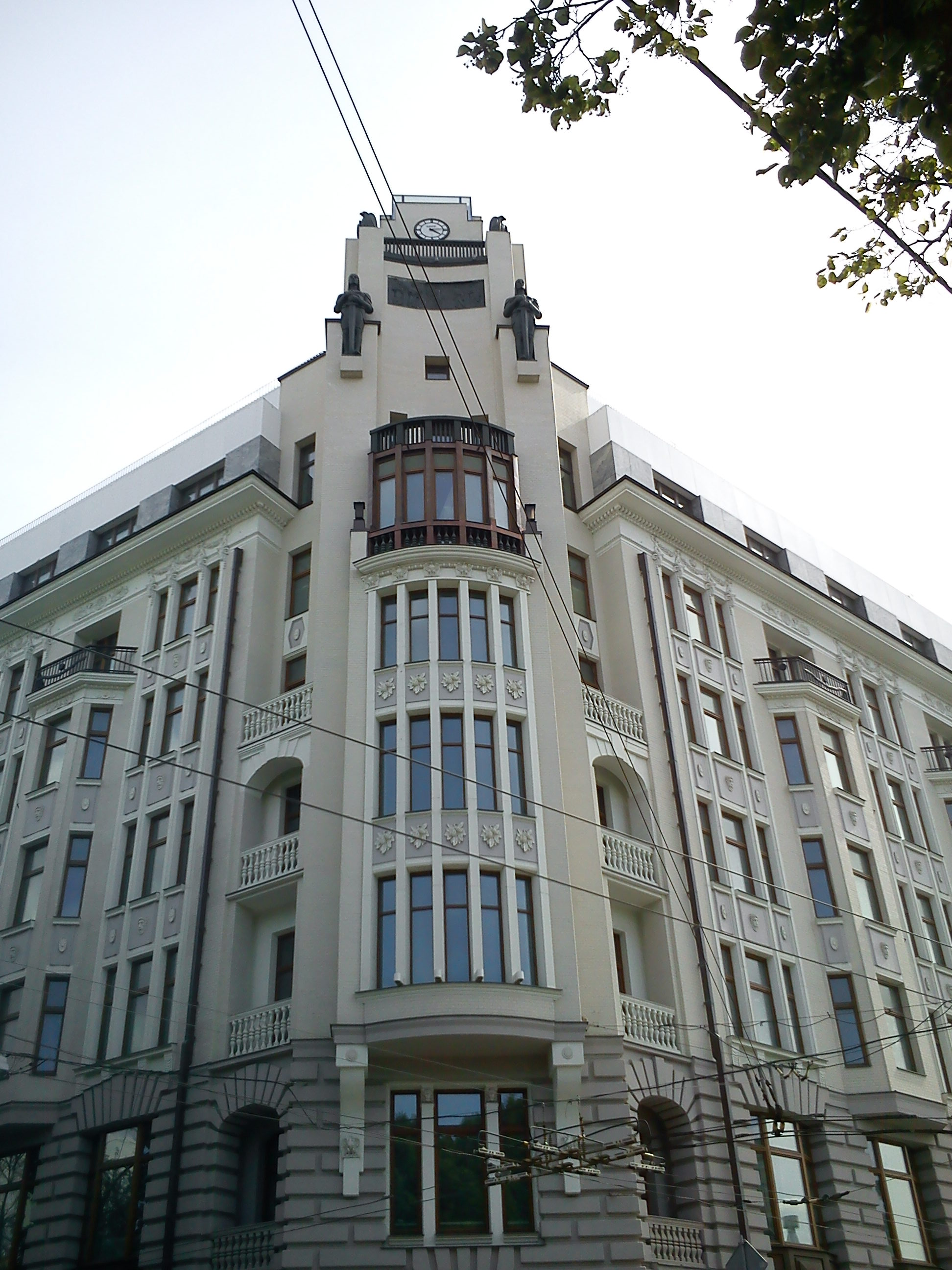
Эркер на углу дома
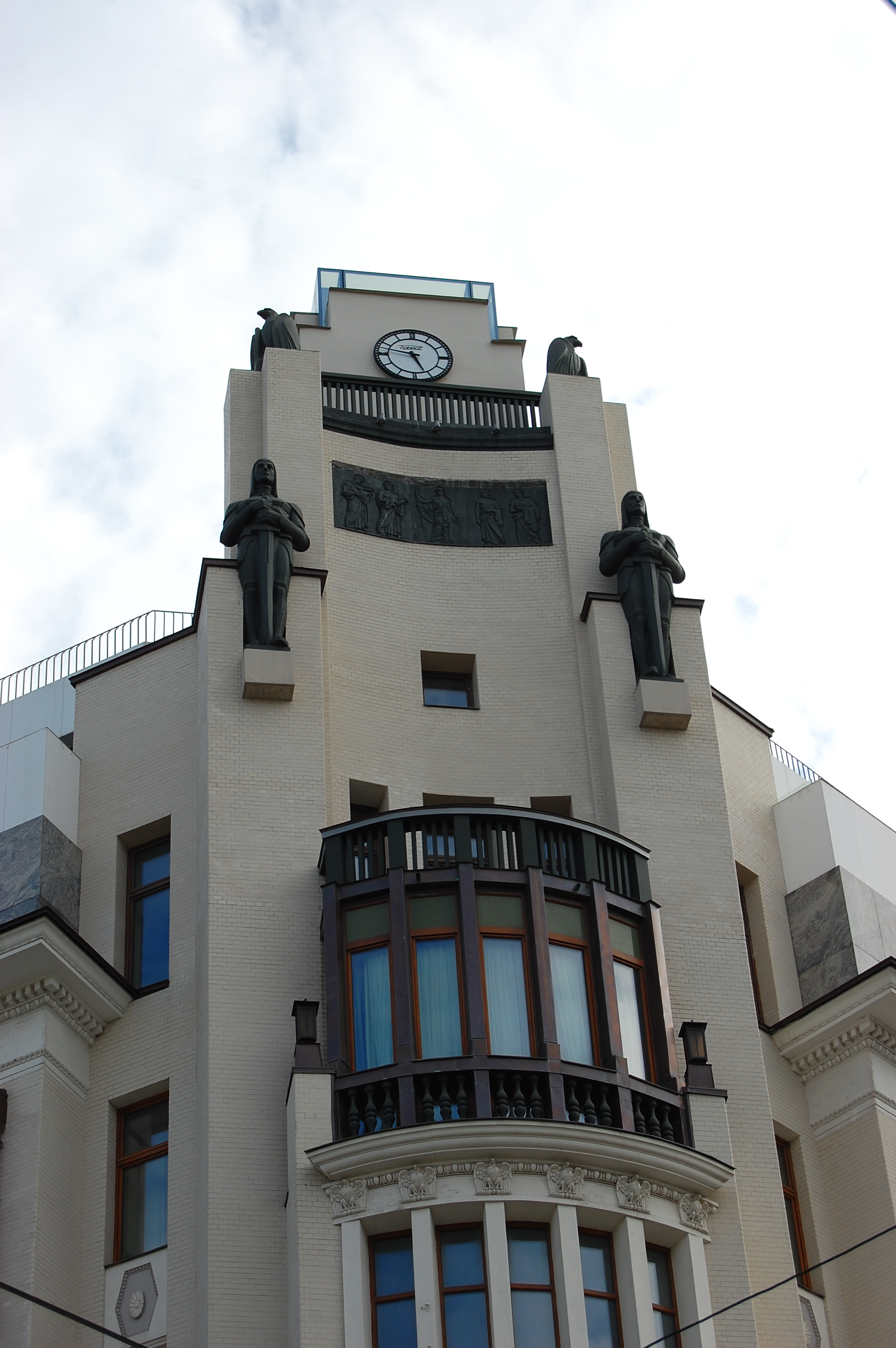
Башенка
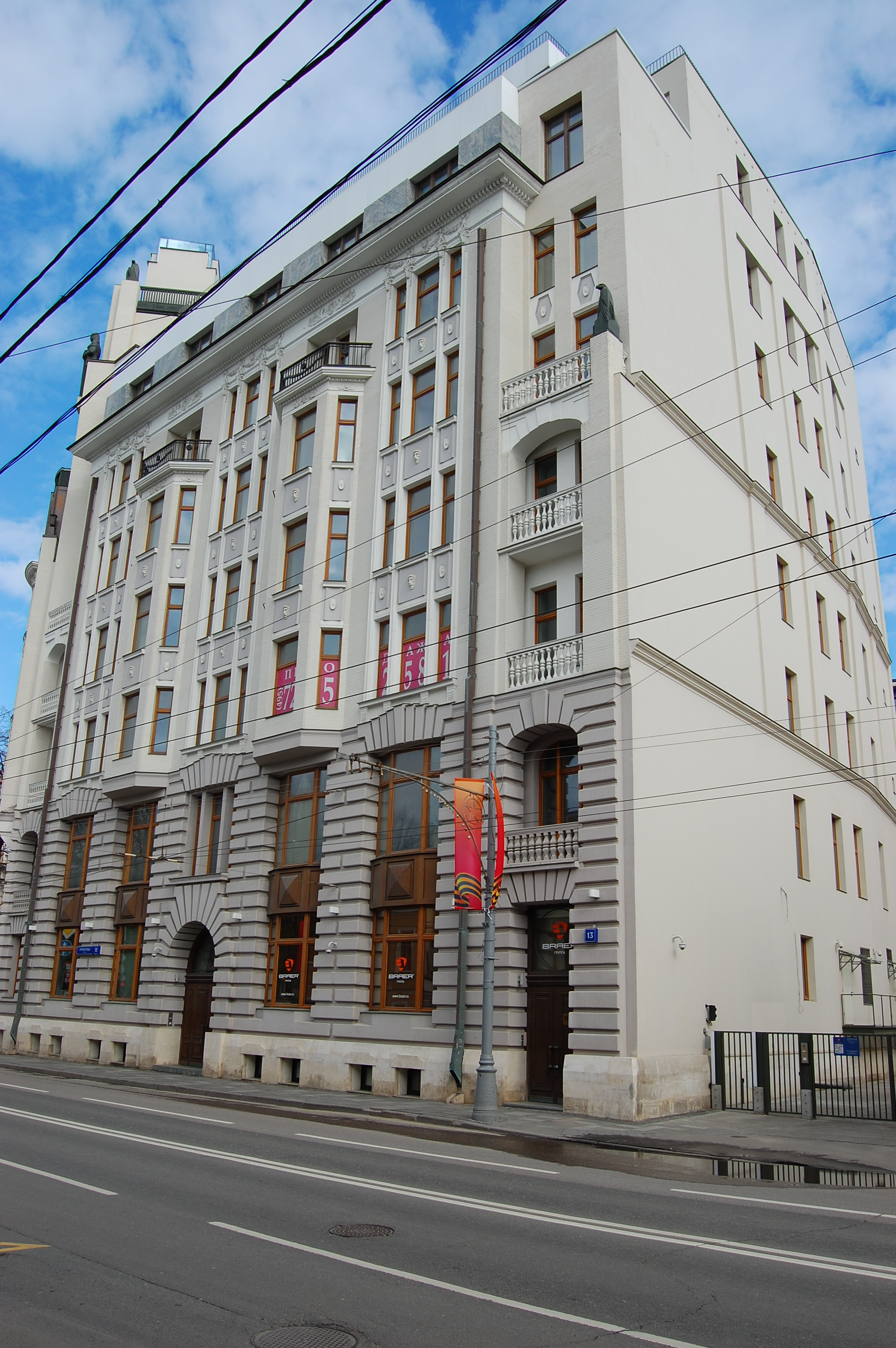
Фасады с улицы и со двора
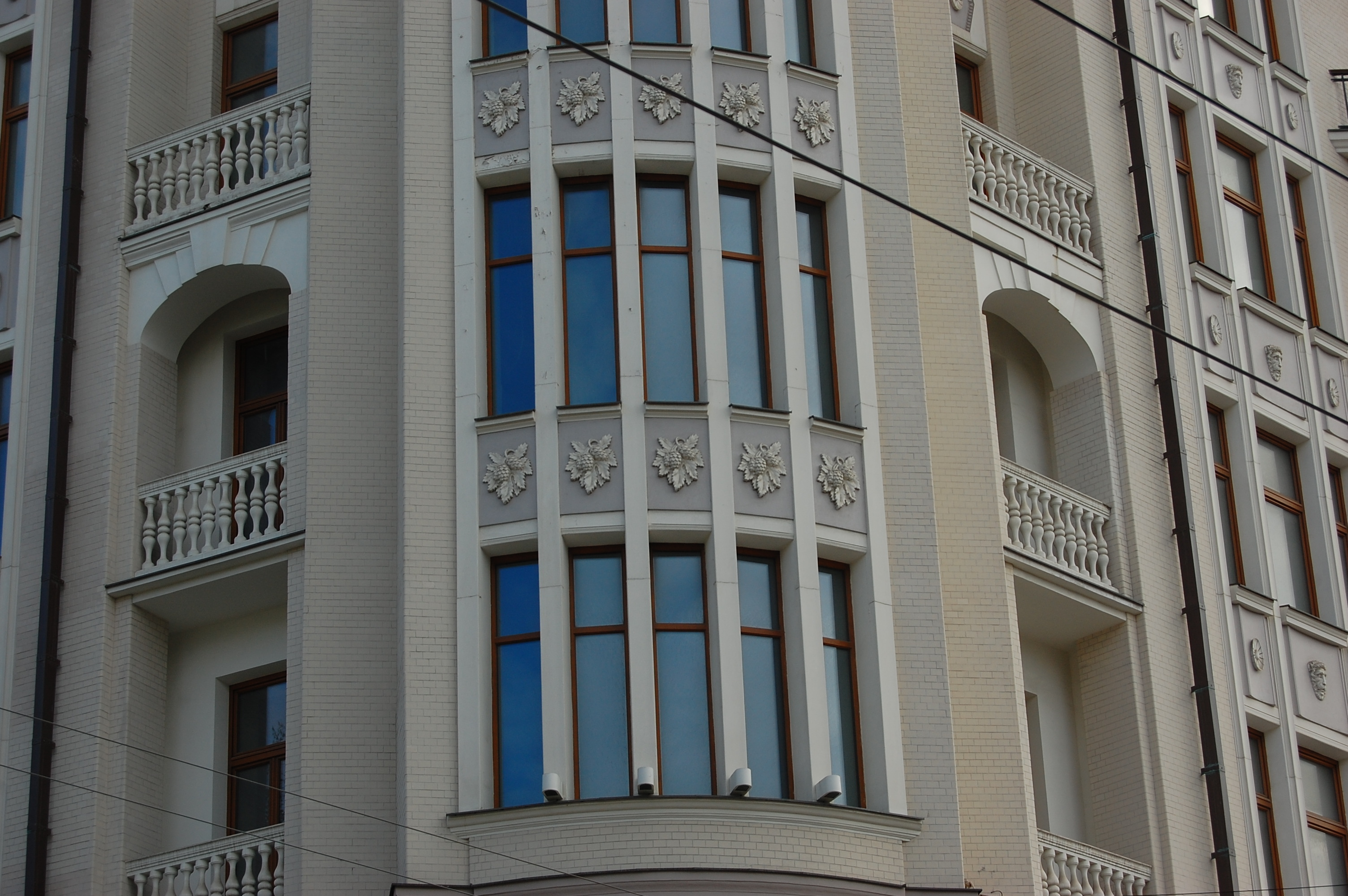
Декор фасадов
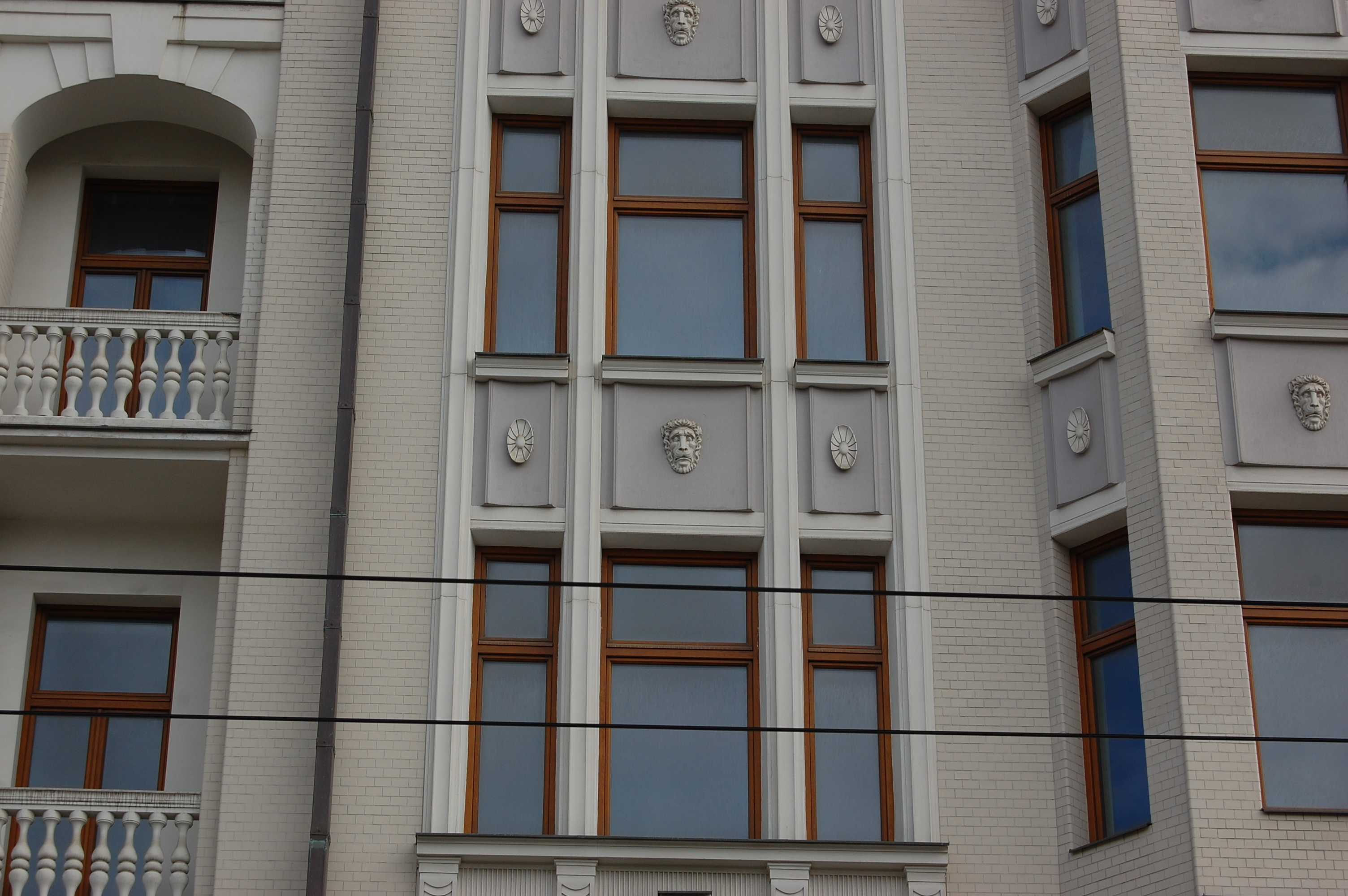
Декор фасадов
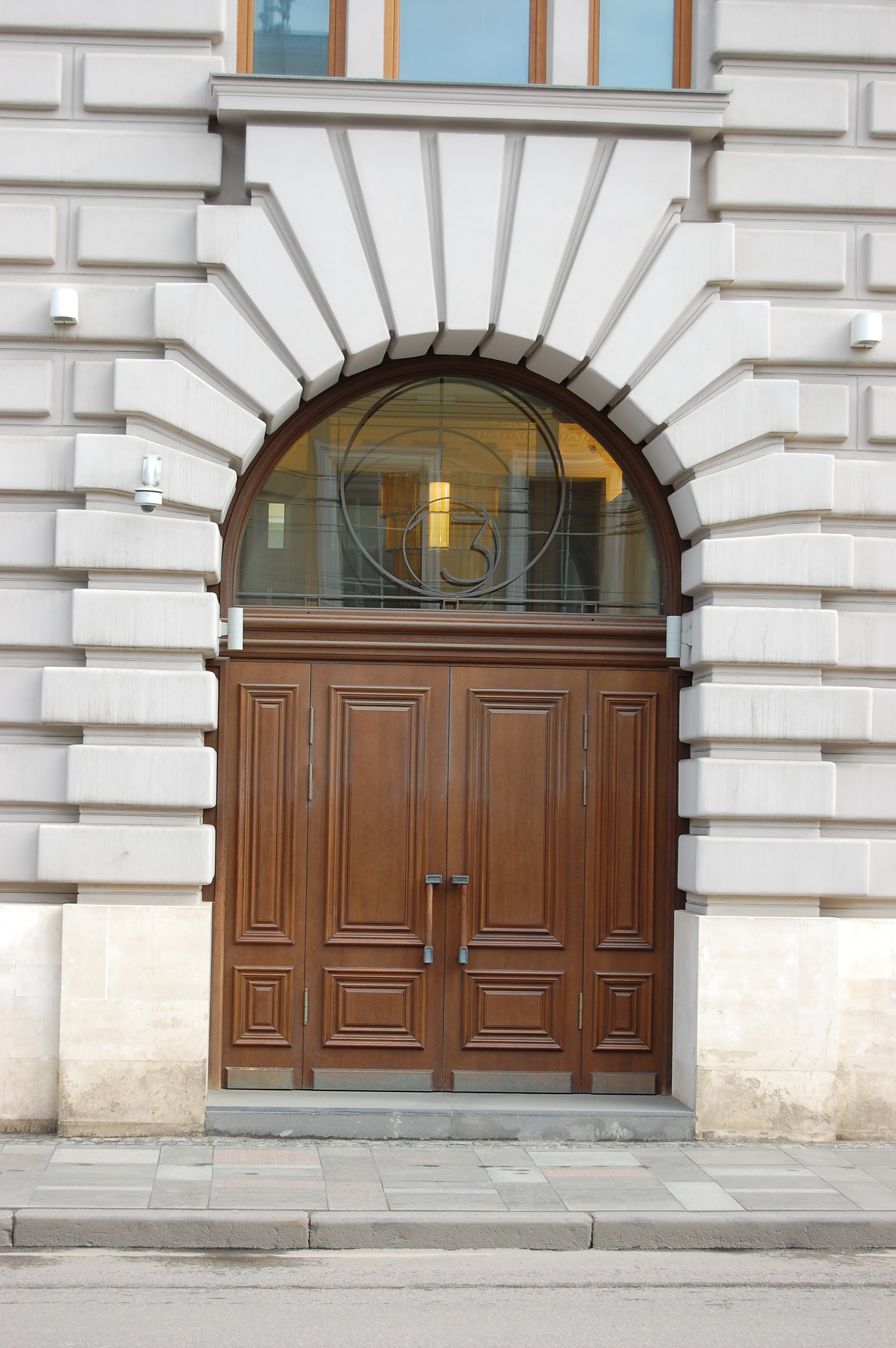
Подъезд с улицы